# Owariasahi, Aichi
Owariasahi (尾張旭市 Owariasahi-shi, Vĩ Trương Húc) là một thành phố thuộc tỉnh Aichi, Nhật Bản.
Tính đến 2010, thành phố có dân số ước tính là 80.370 người và mật độ dân số 3.820 người/km². Tổng diện tích là 21,03 km². Thành phố là một phần của quận Higashikasugai cho đến ngày 1 tháng 12 năm 1970.
Thành phố được thành lập ngày 1 tháng 12 năm 1970.

## Liên kết ngoài

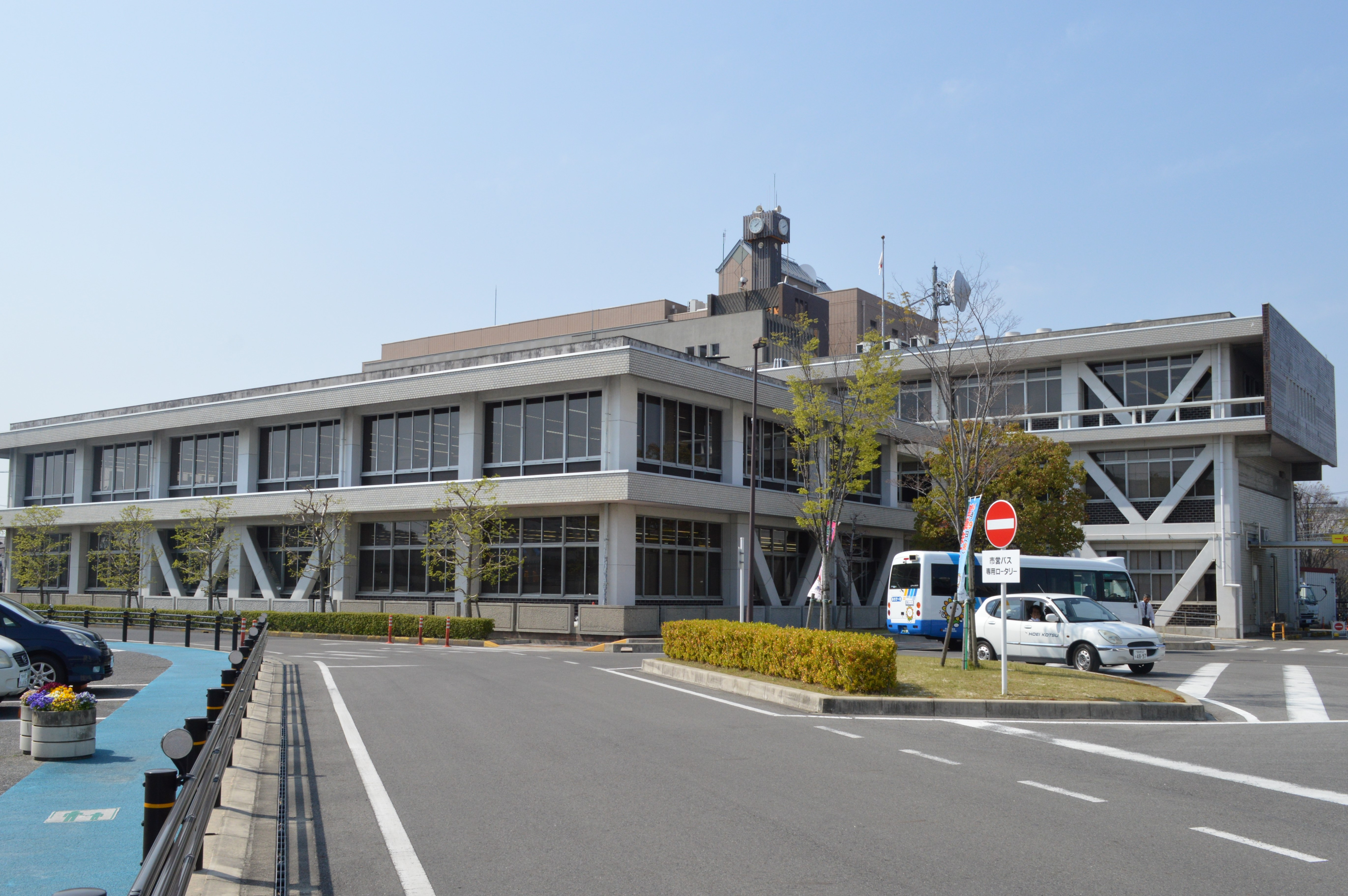
Chính quyeend thành phố.